# Miramont-d'Astarac
Miramont-d'Astarac è un comune francese di 379 abitanti situato nel dipartimento del Gers nella regione dell'Occitania.

## Società

### Evoluzione demografica
Abitanti censiti